# Thomas H. Barczyk
Thomas H. Barczyk (* 1966 in Katowice, Polen) ist ein polnischer bildender Künstler.

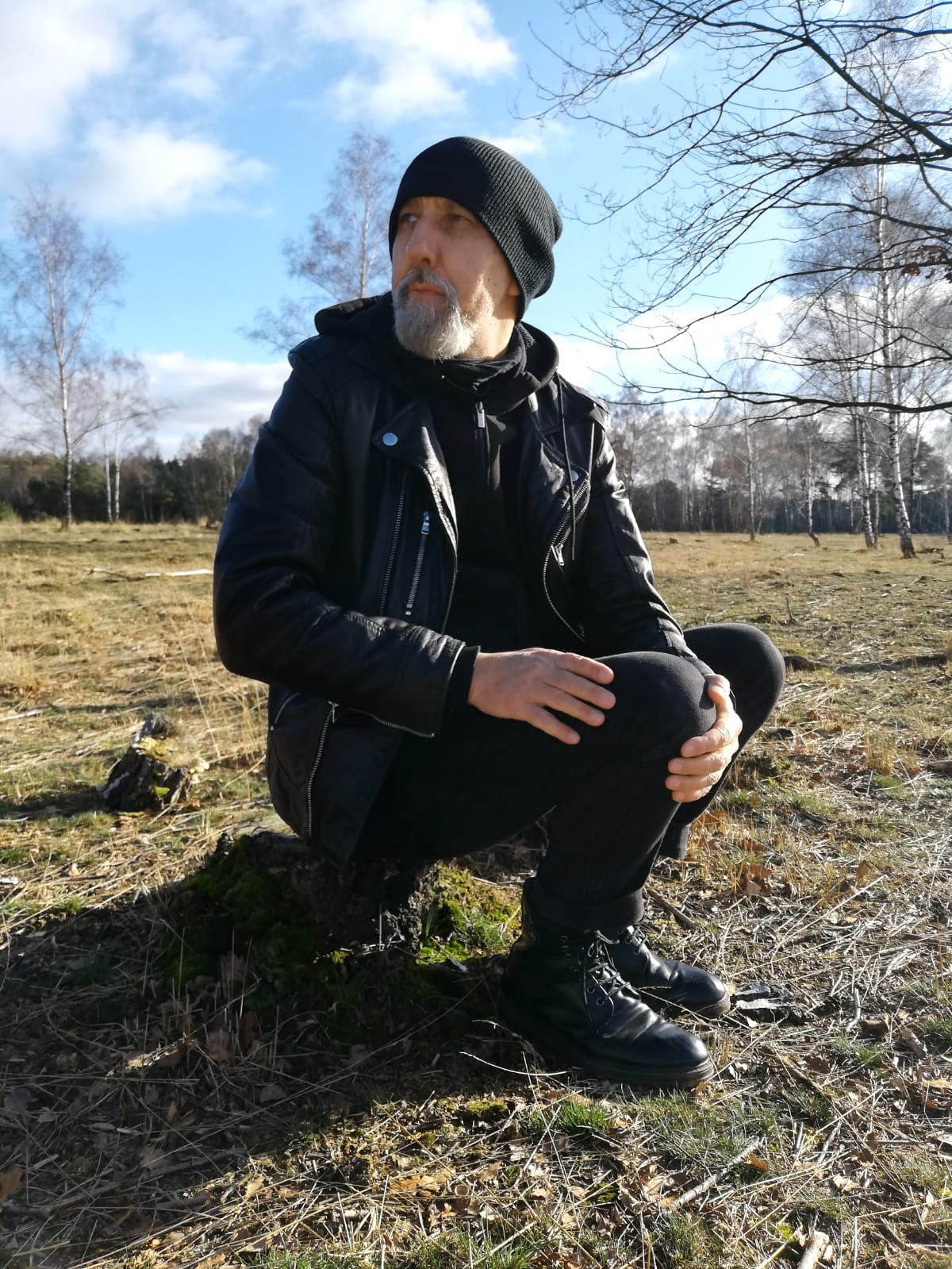
Thomas H. Barczyk

## Leben
Barczyk wuchs in Katowice (Oberschlesien) auf. Im Jahr 1988 verließ er Polen – seitdem lebt und arbeitet er in Münster. 1991 begann er ein Freie-Kunst-Studium an der Kunstakademie Münster. Sein Diplom erhielt er mit Auszeichnung im Jahre 1996 im Atelier Bildhauerei/Totalkunst bei Timm Ulrichs. In der Folge betätigte er sich künstlerisch in der Bildhauerei, Zeichnung, Illustration, Malerei, Installation, Video, Performance und Grafik (auch angewandten Grafik). In den Jahren 1993 bis 1998 arbeitete er für die deutsch-polnische Kulturzeitschrift „B1“. 1999 debütierte er als Bühnenbildner. Seit Anfang 2001 arbeitet er als Grafiker.
Ab 1986 nahm er an Gemeinschafts- und Einzelausstellungen in Polen, Holland, Spanien, Brasilien, Japan, Slowakei, Südafrika, sowie in Deutschland (Düsseldorf, Essen, Wuppertal, Münster, Bevern-Forst) teil.

## Ausstellungen (Auswahl)
- 1986: Wystawa Pisma Literacko-Artystycznego, Krakow / Polen[1]
- 1994: „Arbeiten auf und aus Papier“ - Galerie im Alten Weserhof, Bevern-Forst[2]
- 1994: „Kobieta ciężarna“ - Prywatna Galeria Dr n. med. M. Chruściel, Szczecin / Polen[3]

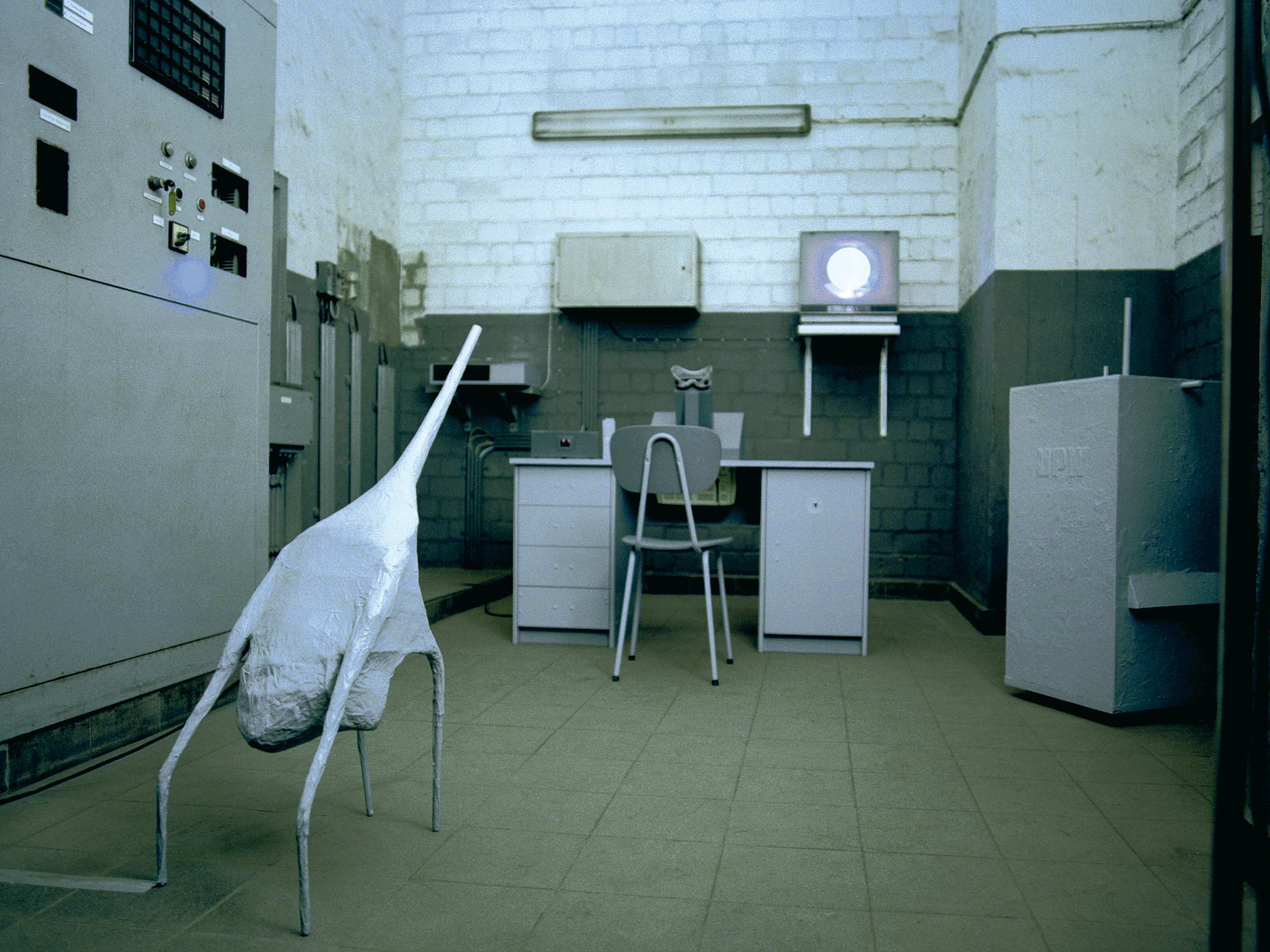
Kunstausstellungsfoto, Im Visier

- 1996: „Im Visier - Skulpturale Geräte und Instrumente zur Observierung“ - Hamelhalle, Münster[4]
- 1996: „Schicht“- ARKA Kulturwerkstatt, Zeche Zollverein, Essen[5]
- 1996/97: „Grosse Kunstausstellung NRW“, Studenten der Kunstakademie Münster, Klasse Timm Ulrichs, Kunstpalast, Düsseldorf[6]
- 1997: „Zu Tisch!“ - Kunst als Lebensmittel, Lebensmittel als Kunst - Studentenwerk Münster[7]
- 1997: „ein tag. aus“ - Pavillon der Galerie Annelie Brusten, Wuppertal[8]
- 1999: Mirror of Nertland III - My Head is mirror of Art - Hodinova Veza, Banska Bystrica / Slowakei
- 2000: Only Personal Things - International Mail Art Show - Rio Claro / Brasilien
- 2011: Veer „Creative Catalyst“, Diashow auf Berliner Hauswände, Berlin[9]

## Buchveröffentlichungen
- Tryptyk bodeński / Krzysztof Maria Załuski, autor grafik Thomas H. Barczyk. https://integro.bs.katowice.pl/32102128212/zaluski-krzysztof-maria/tryptyk-bodenski
- Vokabelkrieger IV - Schuld und Sühne / Hybriden-Verlag, Berlin 2009 - https://www.krsq.de/de/vokabelkrieger/2009.php.html
- Bye Bye Bypass - MMM-DIARIUM 1/2016 / Hybriden-Verlag, Berlin 2016 - https://pirckheimer.blogspot.com/2016/11/bye-bye-bypass.html
- Zwischen Bad Bla und Bad Blabla - MMM-DIARIUM 1/2018 / Hybriden-Verlag, Berlin 2018 - http://hybriden-verlag.blogspot.com/2018/
- "Piyńćdwadziyścia czyli ilustrowany humor nieistniejącego świata" / T. H. Barczyk, NonKonFormARTelier, Münster 2021 - https://www.thb-art.de/thb-buch-25_2021/